# Тарока (район)
Тарока (порт. Tarouca) — район (фрегезия) в Португалии, входит в округ Визеу. Является составной частью муниципалитета Тарока. Находится в составе крупной городской агломерации Большое Визеу. По старому административному делению входил в провинцию Бейра-Алта. Входит в экономико-статистический субрегион Доуру, который входит в Северный регион. Население составляет 3416 человек на 2001 год. Занимает площадь 19,68 км².
Покровителем района считается Апостол Пётр (порт. São Pedro).